# Gare de La Hisse
La gare de La Hisse est une gare ferroviaire française de la ligne de Lison à Lamballe, située sur le territoire de la commune de Saint-Samson-sur-Rance, dans le département des Côtes-d'Armor, en région Bretagne.
Elle est mise en service en 1879, par la Compagnie des chemins de fer de l'Ouest. C'est aujourd'hui une halte ferroviaire de la Société nationale des chemins de fer français (SNCF) desservie par des trains express régionaux TER Bretagne circulant entre Dinan et Dol-de-Bretagne.

## Situation ferroviaire
Établie à 42 m d'altitude, la gare de La Hisse est située au point kilométrique (PK) 159,587 de la ligne de Lison à Lamballe, entre les gares de Pleudihen et de Dinan.

## Histoire
La section à voie unique de la gare de Dol-de-Bretagne à la gare de Lamballe, sur laquelle se situe la halte de La Hisse, est mise en service le 29 décembre 1879, par la compagnie des chemins de fer de l'Ouest.

## Fréquentation
De 2015 à 2023, selon les estimations de la SNCF, la fréquentation annuelle de la gare s'élève aux nombres indiqués dans le tableau ci-dessous.
| Année     | 2015  | 2016  | 2017  | 2018  | 2019 | 2020  | 2021  | 2022  | 2023 |
| --------- | ----- | ----- | ----- | ----- | ---- | ----- | ----- | ----- | ---- |
| Voyageurs | 1 908 | 1 964 | 2 416 | 1 753 | 835  | 1 385 | 1 639 | 1 143 | 724  |

## Service des voyageurs

### Accueil
Halte SNCF, c'est un point d'arrêt non géré (PANG), elle dispose de panneaux d'informations et d'un abri de quai.

### Desserte
La Hisse est desservie par des trains TER Bretagne circulant entre Dinan et Dol-de-Bretagne.